# 아버지와 아들 (영화)
아버지와 아들은 담가명 감독이 2006년 만든 홍콩 영화이다. 곽부성과 양채니가 주연을 맡았다. 2006년 11회 부산국제영화제 때 <아버지와 아들>이라는 제목으로 소개되었다.

## 영화정보
- 2006회 11회 부산국제영화제 아시아영화의 창 섹션에서 상영되었다.
- 곽부성의 아들 역으로 출연한 오경도는 이 영화로 26회 홍콩전영금상장에서 신인상과 남우조연상을 동시에 수상했다.

## 출연진
- 곽부성
- 양채니
- 오경도
- 임희뢰

## 제작진
- 감독: 담가명
- 촬영: 이병빈
- 음악: Robert Ellis-Geiger

## 수상정보
- 제 26회 홍콩전영금상장 작품상, 감독상(담가명), 각본상, 남우조연상(오경도), 신인상(오경도) 수상